# Siège d'Ilovaïsk
Guerre du Donbass
(fait partie de la Guerre russo-ukrainienne)
Batailles
Le siège d'Ilovaïsk ou bataille d'Ilovaïsk est une bataille décisive de la guerre du Donbass, dans le cadre de la Guerre russo-ukrainienne. Au début du mois d'août 2014, l'armée ukrainienne lance un assaut sur la ville d'Ilovaïsk, dans l'oblast de Donetsk, afin de couper en deux les forces séparatistes de Donetsk et Louhansk.
Après plusieurs jours de siège et de combats, un accord est trouvé entre les parties pour permettre l'évacuation des forces ukrainiennes encerclées dans la ville, qui n'est finalement pas respecté. Alors que les troupes ukrainiennes et leurs prisonniers quittent la zone selon les itinéraires convenus, elles sont anéanties par des tirs de mortiers et de mitrailleuses. 
Au cours de la bataille, 459 soldats ukrainiens sont officiellement tués , mais selon des volontaires ukrainiens, le bilan pourrait être cinq fois supérieur. La chute d'Ilovaïsk a un impact important dans l'opinion ukrainienne, la responsabilité de l'état-major ukrainien étant pointée du doigt lors de l'encerclement des soldats. À la suite de cet échec, l'Ukraine perd l'initiative et passe en position défensive dans le Donbass et doit se résigner à un cessez-le-feu. Le ministre ukrainien de la défense ukrainien Valéri Heleteï est contraint de démissionner. 

## Déroulement

La situation dans le secteur D en juin 2014. Les zones contrôlées par les rebelles séparatistes prorusses sont en rose.

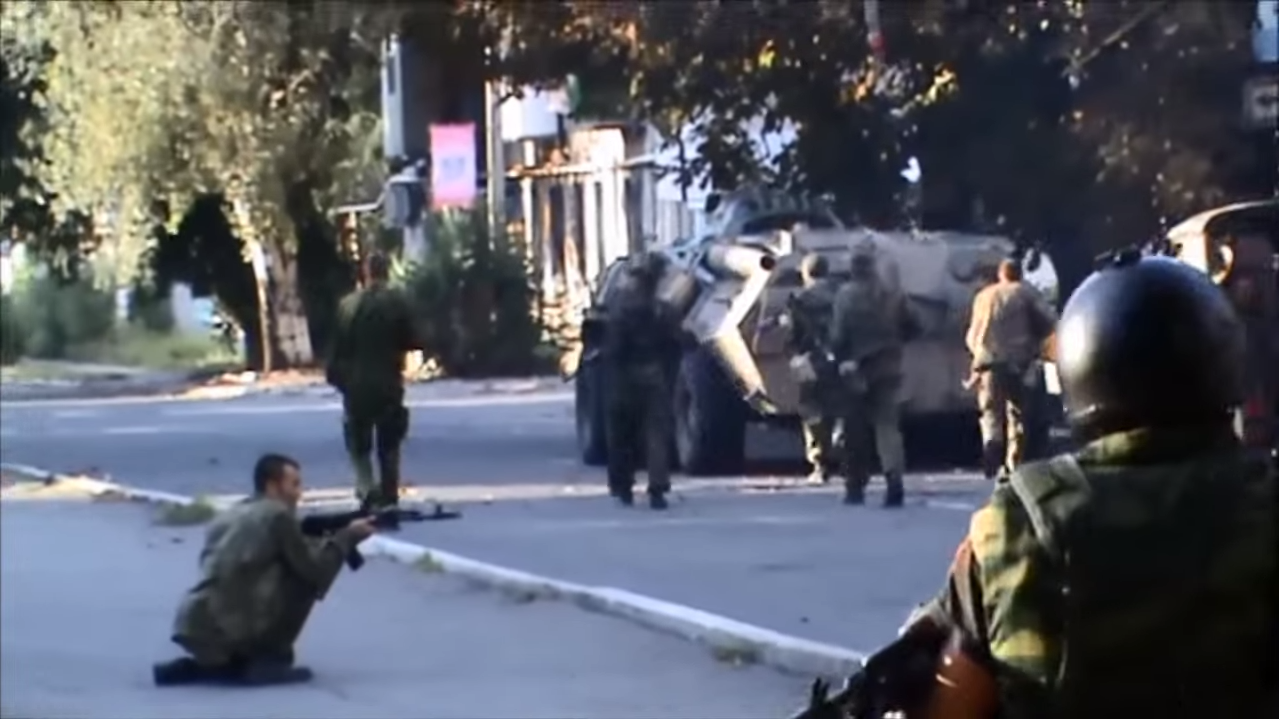
Combattants et BTR-80 des bataillons Azov et Dnipro.

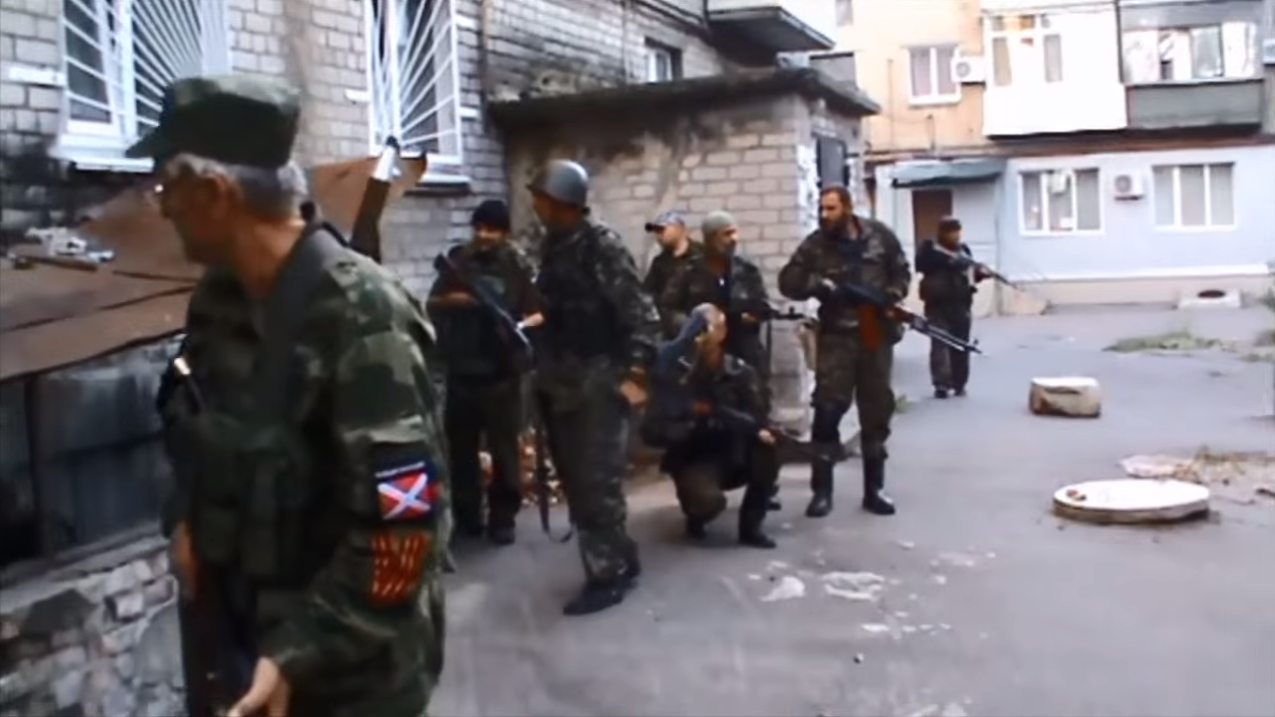
Combattants à Ilovaisk.

### Prélude
Depuis le 11 juillet 2014, des zones de l'oblast de Donetsk ont été bombardées depuis le territoire russe. Le 23 juillet 2014, le frère du général des troupes frontalières ukrainiennes Mykola Lytvyn, le général Petro Lytvyn, a été nommé commandant du secteur D. Le secteur D comprenait la zone située entre la ville de Donetsk et la frontière russo-ukrainienne internationalement reconnue. Les forces ukrainiennes avaient pour objectif de couper les lignes d'approvisionnement des rebelles séparatistes contrôlés par la Russie entre Donetsk et Louhansk. Parallèlement, certaines unités ont tenté de reprendre le contrôle de la frontière russo-ukrainienne. Le secteur D devait être géré par deux bataillons de la 30e brigade mécanisée, un bataillon de chacune des 25e et 95e brigades aéroportées et de la 51e brigade mécanisée, le bataillon Prykarpattia (composé de volontaires) et une compagnie de la 28e brigade mécanisée. 
Peu de temps après avoir sécurisé la zone autour de la colline de Saour-Mogyla (raïons d'Amvrosiivka et de Shakhtarsk), le 31 juillet 2014, un bataillon de la 25e brigade aéroportée a été envoyé pour attaquer Shakhtarsk. Au cours de l'attaque, le bataillon a perdu 26 soldats et a traversé la ville en se dirigeant vers le nord depuis l'est en effectuant un raid vers les villages de Petropavlivka et Orlovo-Ivanivka (uk). Deux autres bataillons passant par Torez et Snizhne étaient censés atteindre Miusynsk. Le long de la ligne, ces deux bataillons, des 30e et 95e brigades, ont perdu la communication entre eux, mais plus tard le bataillon de la 95e brigade a rencontré le bataillon de la 25e brigade près d'Orlovo-Ivanivka et est sorti vers les forces ukrainiennes présentes à Debaltseve. 
Le 6 août, le ministère de la Sécurité nationale et de la Défense de l'Ukraine a annoncé la possibilité d'une invasion militaire russe et affirmé que l'armée ukrainienne était prête à l'arrêter. Le 7 août 2014, le chef des rebelles séparatistes prorusses de l'oblast de Donetsk, Alexandre Borodaï, a été remplacé par Alexandre Zakhartchenko. Les troupes ukrainiennes ont tenté pour la première fois d'attaquer la ville d'Ilovaïsk le 7 août 2014. 
Entre le 10 et le 19 août 2014, les forces ukrainiennes ont lancés plusieurs assauts sur Ilovaïsk. 
Le 11 août, les médias ukrainiens ont présenté la manœuvre comme un raid réussi derrière les lignes ennemies ; cependant, les résultats et le but de celui-ci restaient inconnus. Il est possible que les activités des troupes aéroportées ukrainiennes près du site du crash du MH-17 aient déclenché une intervention directe des forces armées régulières de la Fédération de Russie.
Au cours des jours suivants, les forces ukrainiennes ont tenté à plusieurs reprises d'entrer dans la ville, mais ont été bloquées par de violents combats avec les rebelles séparatistes.

### Prise d'Ilovaïsk par les forces ukrainiennes

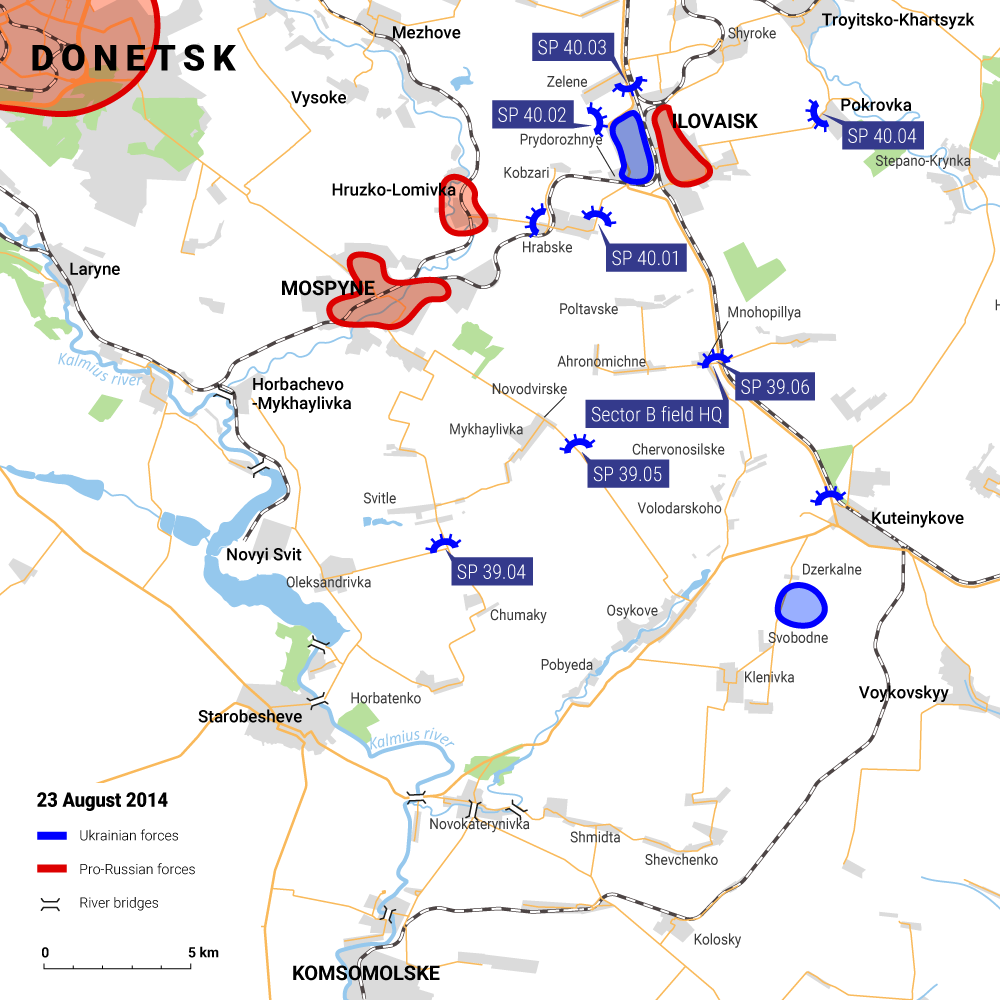
La situation près d'Ilovaïsk, le 23 août 2014

Les forces ukrainiennes ont tenté d'entrer dans Ilovaïsk pendant la journée du 18 août, mais ont échoué. Dirigées par le bataillon Donbass, les forces ukrainiennes ont lancé une autre tentative d'assaut de la ville dans la nuit du 18 au 19 août,,. Cette tentative a été un succès et le drapeau ukrainien a été hissé sur le bâtiment administratif de la ville sans aucune victime. Les médias ukrainiens ont vu cette victoire comme un exemple de la force et de l'efficacité de l'« Opération antiterroriste » (ATO) du gouvernement contre les insurgés prorusses. Alors que les forces ukrainiennes entraient dans la ville, le commandant du bataillon Donbass, Semen Semenchenko, a été blessé après avoir été touché par des tirs de mortier et a été évacué pour recevoir des soins médicaux.
Après la levée du drapeau, le ministère ukrainien de l'Intérieur a déclaré que l'armée ukrainienne, y-compris les bataillons Donbass, Dnipro et Azov, nettoyait la ville des « terroristes », mentionnant spécifiquement qu'elle avait tué « un grand nombre » de rebelles séparatistes du bataillon Oplot de la millice séparatiste du Donbass. Il a également déclaré que des renforts de la Garde nationale d'Ukraine étaient en route. Après une journée de combats, environ la moitié d'Ilovaïsk était sous contrôle gouvernemental. Les forces ukrainiennes ont également capturé six insurgés, dont un volontaire serbe. Les bataillons Azov et Shakhtarsk ont quitté la théâtre d'Ilovaïsk ce jour-là, afin de renforcer les garnisons des villes de Marioupol et de Kalmiouske, respectivement,.
Le lendemain, le 20 août, les forces ukrainiennes ont affirmé s'être emparé d'Ilovaïsk en intégralité. Les responsables séparatistes de l'autorité de fait se disant « République populaire de Donetsk » ont démenti et déclaré qu'ils gardaient le contrôle de la ville. Au cours de la journée, les forces ukrainiennes ont repoussé de nombreuses contre-attaques des rebelles séparatistes. Des combats de rue ont eu lieu dans toute la ville, et au moins neuf soldats ukrainiens ont été tués. Suite à cela, le bataillon Donbass a formulé une demande de renforts.
Le 21 août, au milieu des combats intenses et incessants, le ministère ukrainien de l'Intérieur déclarait que 25 % des membres des bataillons paramilitaires volontaires tués depuis le début de l'ATO l'avaient été à Ilovaïsk. Selon le commandant Semenchenko, plusieurs membres du bataillon Donbass ont été tués lorsque des rebelles séparatistes arborant le drapeau ukrainien ont attaqué une ambulance. Semenchenko a qualifié cet acte de « sauvagerie médiévale ». Il a également déclaré que le bataillon Donbass avait été « abandonné » par le gouvernement ukrainien et les autres bataillons paramilitaires volontaires, qui s'étaient en grande partie retirés de la ville. Les forces ukrainiennes tiennent toujours la ville mais leurs arrières ne sont plus couverts.
Le 23 août, l'unité B0120 du 5e bataillon de défense territoriale de Transcarpathie annonce quitter la zone et les barrages routiers qui lui avaient été confiés.

### Encerclement des troupes ukrainiennes

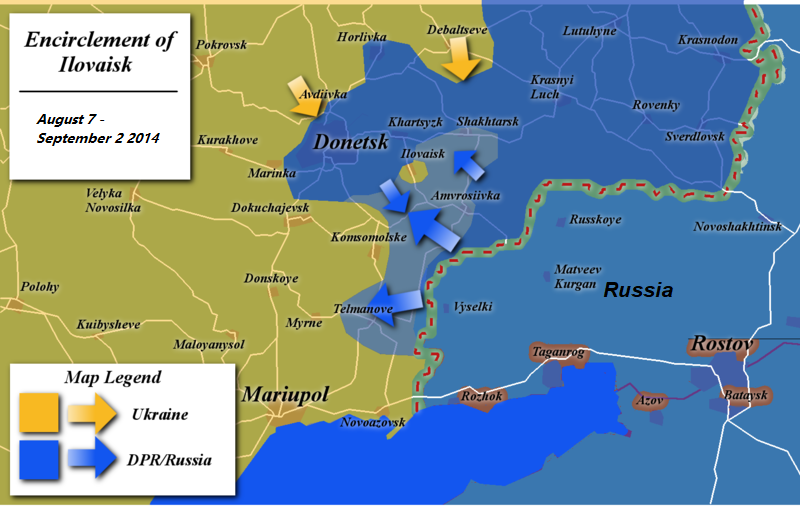
Une carte de l'encerclement d'Ilovaïsk

Les forces ukrainiennes restantes à Ilovaïsk ont été complètement encerclées par les rebelles séparatistes et les renforts russes entre le 24 et le 26 août 2014, tandis les combats se poursuivaient avec intensité. Les soldats ukrainiens ont commencé à voir des troupes de l'armée régulière russe le 24 août, et leur présence a augmenté au cours des jours suivants,.
Le 24 août, vers 12h15, une colonne de BMD-2 du 331e régiment aéroporté de la garde russe a été touchée par une unité antichar ukrainienne de la 51e brigade mécanisée près du village de Kuteinykove. Les parachutistes russes ont quitté leurs véhicules et se sont réfugiés dans les arbres à proximité. Plusieurs heures plus tard, vers 17 h, ils ont quitté leur cachette et dix d'entre eux ont été capturés par le groupe de reconnaissance de la 51e brigade mécanisée près du village de Dzerkalne, quartier général du groupe tactique du bataillon ukrainien,.
Le 26 août, un char d'assaut T-72B3 de la 6e brigade de chars russe a été capturé par les troupes ukrainiennes de la 51e brigade mécanisée lors d'un combat près du village d'Ahronomichne,. Le char capturé a pris part à un autre combat ce jour-là près du village de Mnohopillya où la colonne russe d'unités mixtes de la 8e brigade de montagne et de la 31e brigade d'assaut aéroporté de la Garde a été prise en embuscade par l'escouade d'artillerie antichar ukrainienne de la 51e brigade mécanisée de la garde ukrainienne. Trois soldats ont été capturés par les forces ukrainiennes.
Pendant les combats, le commandant ukrainien du bataillon Dnipro a subi une commotion cérébrale, tandis que le commandant du Bataillon Kherson (uk) a été tué.  En réponse aux appels du commandant Semenchenko, de nombreux militants de l'Euromaidan dans la capitale ukrainienne Kyiv ont protesté contre ce qu'ils considéraient comme un « abandon » par le gouvernement ukrainien des volontaires combattant les rebelles séparatistes. Des barrages d'artillerie répétés lancés par les forces rebelles séparatistes depuis les villages alentours ont causé de lourdes pertes parmi les forces ukrainiennes prises au piège.

### Tentative de briser l'encerclement
Le 26 août le haut-commandement ukrainien a décidé de libérer les forces encerclées près d'Ilovaïsk. Le groupe tactique de compagnie, issu de la 92e brigade mécanisée, comptait 276 soldats, quatre chars d'assaut, trois canons automoteurs et plus de dix véhicules de combat d'infanterie. Il a été envoyé depuis l'oblast de Kharkiv vers Ilovaïsk le 24 août 2014, après l'apparition évidente de forces régulières russes à l'approche de la ville. Ce détachement devait être rejoint par une escouade d'assaut du bataillon Rukh Oporou et tenter de briser l'encerclement russe. L'escouade du bataillon Rukh Oporou comptait 90 soldats et était équipée de deux véhicules de combat d'infanterie. 
Le groupe tactique de compagnie issue de la 92e brigade arrive le 27 août à Kalmiouske et poursuit sa progression vers Ilovaïsk. La colonne a fait une halte pour la nuit et a été touchée peu après par un intense barrage d'artillerie. Le lendemain matin, ce détachement est complètement défait par les parachutistes russes, perdant la plupart de ses véhicules, mais subi des pertes humaines relativement faibles, avec huit morts et plusieurs disparus. L'escadron issu du bataillon Rukh Oporou, a été lui-même vaincu le matin du 28 août à proximité, empêchant les unités de se rejoindre. 

### Retrait et destruction des forces ukrainiennes

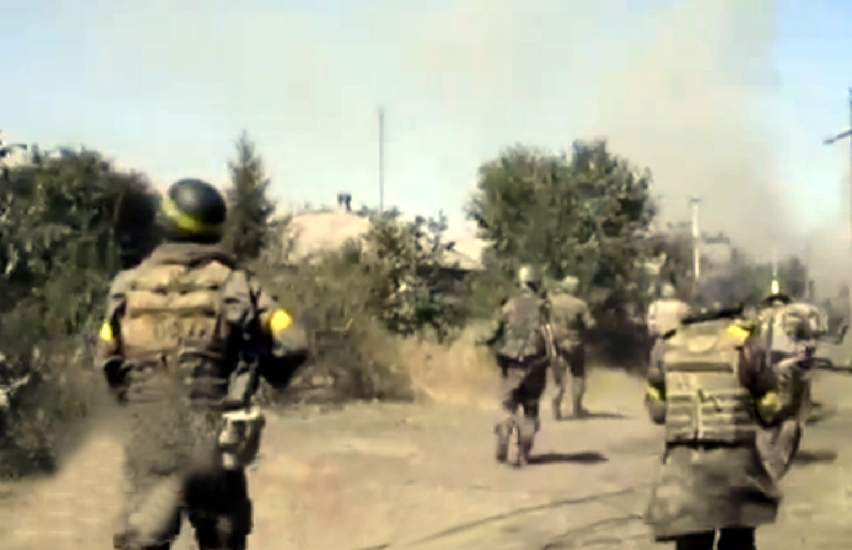
Soldats du bataillon Donbass autour d'Ilovaïsk, en août 2014

Après plusieurs jours de siège, les commandants des forces ukrainiennes présentes dans la ville ont tenté de négocier un accord leur permettant de se retirer de la ville. Le président de la Fédération de Russie a déclaré tôt le matin du 29 août qu'un « couloir humanitaire pour les soldats ukrainiens assiégés » devrait être établi, permettant aux soldats pris au piège de quitter Ilovaïsk. Alexandre Zakhartchenko, autoproclamé « premier ministre », de l'autorité de fait se disant « République populaire de Donetsk » des rebelles séparatistes contrôlés par la Russie, a déclaré avoir accepté d'ouvrir un couloir humanitaire à condition que les forces ukrainiennes abandonnent leurs véhicules blindés et leurs munitions. Ces conditions n'ont pas été acceptées par le commandement militaire ukrainien, et le 29 août à 6 h 00, les forces ukrainiennes ont commencé à quitter Ilovaïsk en une colonne de soixante véhicules. À 8 h 00, les forces ukrainiennes se sont regroupées à Mnohopillya, juste au sud d'Ilovaïsk, formant deux colonnes, et se préparaient à se retirer sur les itinéraires convenus avec les rebelles séparatistes. La colonne nord, commandée par le général Ruslan Khomchak, était composée de forces de la 17e brigade blindée, de la 51e brigade mécanisée et d'unités de police et comptait quatre chars d'assaut, plusieurs véhicules de combat d'infanterie et environ 1 000 soldats. La colonne sud, dirigée par le colonel Oleksiy Hrachov (uk), a été formé à partir des éléments de la 93e brigade mécanisée et du bataillon Donbass. Elle comptait deux chars d'assaut, dont un T-72B3 russe capturé, quelques véhicules de combat d'infanterie et environ 600 soldats.
Les forces ukrainiennes débutent leur retraite et franchissent le premier anneau d'encerclement, mais tombent ensuite dans une embuscade bien préparée et profonde de plusieurs kilomètres. La colonne nord avance le long du couloir humanitaire, à environ une heure de route, mais a ensuite été encerclé par les troupes russes et insurgées,. Dans le village d'Oleksandrivka, deux chars T-72BA et un véhicule de combat d'infanterie de la 21e brigade de fusiliers motorisés russes ont été détruits lors d'un affrontement avec les forces ukrainiennes,,. Près de la vallée de Krasnaya Polyana  les troupes russes ont ouvert le feu sur la colonne nord avec des mortiers et des mitrailleuses lourdes, la divisant en deux. La première moitié de la colonne, avec des chars d'assaut, s'est dirigée vers le village de Novokaterynivka, tandis que la seconde moitié a été réduite à néant, avec six véhicules de combat d'infanterie et plusieurs véhicules des unités de police détruits.
Cette vallée abritait une batterie d'obusiers D-30 du 1065e régiment d'artillerie de la Garde russe. Plusieurs camions du régiment ont été détruits près des positions d'artillerie. La tête blindée de la colonne atteint Novokaterynivka, où plusieurs chars d'assaut et véhicules de combat d'infanterie retranchés ont été repérés par des pilote de char ukrainien de la 17e brigade blindée. Après un bref affrontement, les quatre chars et véhicules de combat d'infanterie ukrainiens ont été détruits. Certains équipages sont parvenu à quitter leurs véhicules, et 42 soldats ukrainiens ont réussi à s'extraire de l'encerclement et à atteindre les positions ukrainiennes.
Lors du retrait de la colonne sud, environ 300 soldats ukrainiens et combattants du bataillon Donbass ont réussi à prendre le village de Chervonosilske, perdant plusieurs véhicules de combat d'infanterie après avoir été la cible de tirs russes. Les troupes ukrainiennes ont saisi et détruit deux chars T-72B3 de la 6e brigade blindée qui se trouvaient dans ce village, capturé deux soldats de la brigade et deux parachutistes de la 31e brigade d'assaut aéroporté de la Garde,,. La moitié des soldats ukrainiens étaient déjà blessés, mais ils ont réussi à tenir le village jusqu'au lendemain. Le 30 août, le commandant du bataillon Dnipro-2, Iouri Lysenko, a tenté de contacter les commandants russes. Ils ont conclu un accord selon lequel les forces ukrainiennes rendraient leurs armes et seraient évacuées sous la supervision de la Croix-Rouge, libérant les prisonniers de guerre russes capturés. 
Le 31 août, la quasi-totalité des soldats ukrainiens s'étaient repliés sur les positions convenues, la Russie et les rebelles séparatistes sous son contrôle étant rentrés dans la ville le même jour. La ville a été entièrement sécurisée le 1er septembre. Des combats à petite échelle se sont poursuivis encore une journée.

## Bilan

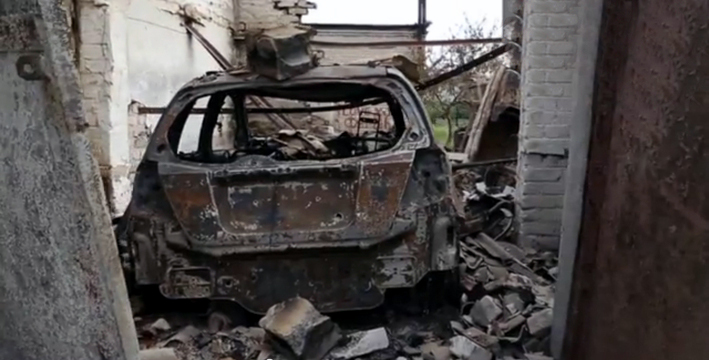
Une voiture civile incendiée à Ilovaïsk après un bombardement

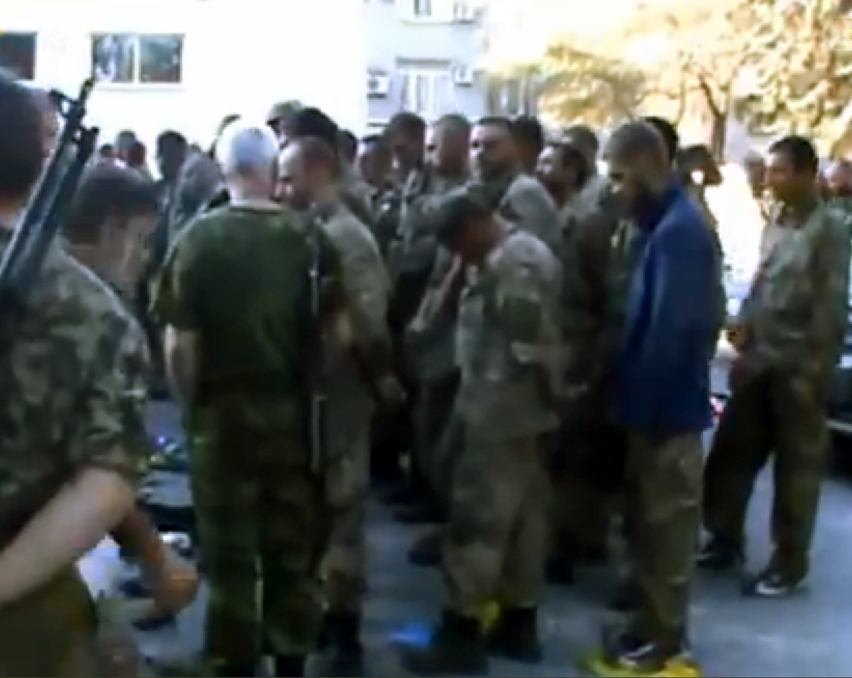
Prisonniers de guerre des bataillons Donbass et Aidar le 31 août 2014

Un soldat ukrainien en fuite a décrit la situation comme un véritable massacre. Le gouvernement ukrainien a qualifié les événements de « massacre ».  Un commandant séparatiste a déclaré avoir fait prisonniers 173 soldats ukrainiens près d'Ilovaïsk, à la suite de l'embuscade. Il a ajouté qu'il les utiliserait comme ouvriers pour reconstruire les villes détruites du Donbass. Un responsable ukrainien a déclaré qu'au total, plus de 500 soldats ukrainiens avaient été faits prisonniers par les rebelles prorusses. 
Les commandants et les soldats des bataillons paramilitaires volontaires ukrainiens ont imputé l'incident d'Ilovaïsk aux dirigeants de l'armée ukrainienne et ont dit se sentir « trahis par l'Ukraine ». Selon un conseiller du ministre de l'Intérieur Arsen Avakov, 97 soldats ukrainiens ont réussi à s'échapper d'Ilovaïsk le 1er septembre,.
Soldats russes capturés connus :
- 10 soldats du 331e régiment aéroporté de la Garde (les soldats ont été reconnus plus tard par les responsables du gouvernement russe)[48]
- 1 soldat (conducteur) de la 8e brigade de fusiliers motorisés de montagne de la Garde[49]
- 4 soldats de la 31e Brigade d'assaut aérien de la Garde[49],[50]
- 2 soldats de la 6e brigade blindée[51]

Mark Paslawsky, un combattant ukrainien d'origine américaine combattant pour le bataillon Donbass est mort au combat, le premier combattant américain tué au combat depuis la guerre du Donbass et de la guerre russo-ukrainienne. 

### Violations des droits de l'homme et crimes de guerre
Le 1er août 2018, le Haut-Commissariat des Nations Unies aux droits de l'homme (HCDH) a publié un rapport sur la bataille d'Ilovaïsk, basé sur plus de 80 entretiens avec des victimes et des témoins, ainsi que sur d'autres sources, notamment des photos, des vidéos, des rapports médico-légaux et des documents d'enquête criminelle. Le HCDH a affirmé que les forces ukrainiennes et les rebelles séparatistes prorusses étaient responsables de graves violations des droits de l'homme et du droit international humanitaire, susceptibles de constituer des crimes de guerre. 
Selon le HCDH, les deux parties au conflit ont bombardé Ilovaïsk et les villages environnants de manière aveugle et disproportionnée, causant la mort d'au moins 36 civils, et ont tiré sur des civils et des prisonniers de guerre, mais pas de manière massive ou systématique. Le HCDH a documenté le meurtre de quatre civils, dont deux commis par les forces ukrainiennes, et a reçu des allégations de meurtre d'au moins trois prisonniers de guerre ukrainiens. 
Entre le 22 et le 28 août, l'école no 14 a été utilisée par le bataillon de volontaires Donbass comme centre de détention. Chaque jour, entre 7 et 20 rebelles séparatistes présumés étaient soumis à la torture et aux mauvais traitements. Le HCDH a également constaté que des membres de bataillons de volontaires, tombés aux mains des séparatistes, étaient soumis à des passages à tabac, à des simulacres d'exécution et à des menaces de violences physiques pendant qu'ils se trouvaient dans les centres de détention de Snizhne et de Donetsk. 
Le HCDH a déploré que les parties n'est pas pris les mesures minimales pour diligenter une enquête effective sur les violations des droits de l'Homme lors de la bataille d'Ilovaïsk.

## Conséquences
La bataille d'Ilovaïsk est considérée comme décisive, les forces ukrainiennes défaites perdant l'initiative et se repositionnant en conséquence sur la défensive dans le Donbass. L'Ukraine se voit contrainte d'accepter un cessez-le-feu sous la forme du Protocole de Minsk, qu'elle signe le 5 septembre avec la Russie et les séparatistes sous son contrôle, sous les auspices de l'Organisation pour la sécurité et la coopération en Europe.
Le Ministre ukrainien de la défense, Valeriy Heletey, a été contraint de démissionner le 14 octobre, en partie à cause de sa responsabilité dans l'échec de la coordination militaire pendant la bataille d'Ilovaïsk.
Une enquête criminelle sur l'échec des troupes ukrainiennes à Ilovaïsk a été ouverte le 4 septembre par le bureau du Procureur général d'Ukraine. À la même date, une commission parlementaire temporaire dirigée par l'homme politique de l'Union panukrainienne Andriy Senchenko a été créée et approuvée par 226 (sur 446) membres de la Rada suprême, le Parlement monocaméral ukrainien .
Selon Andriy Senchenko, jusqu'à 1 000 soldats à Ilovaïsk et dans ses environs ont été tués ou ont succombé à leurs blessures en août. Un article de la BBC de 2019, interviewant le survivant Roman Zinenko, donne le nombre officiel de morts dans la bataille d'Ilovaïsk à 366, peut-être un peu plus de 400 si l'on inclut les corps disparus ou non identifiés.
Dans les cercles nationalistes russes, les forces russes qui ont rejoint la bataille sont communément appelées « Le vent du Nord » (en russe : Северный ветер),,.
Depuis 2019, l'Ukraine célèbre chaque année le 29 août la Journée du souvenir des défenseurs de l'Ukraine. Cette journée a été choisie car le 29 août 2014 était le jour des plus grandes pertes ukrainiennes lors de la bataille d'Ilovaïsk.
Le 26 mars 2023, le commandant du régiment russe Dmitri Lisitsky, qui commandait un bataillon du 247e régiment d'assaut aérien de la Garde, responsable du massacre des troupes ukrainiennes battant en retraite, aurait été tué au combat contre l'Ukraine. En 2015, Lisitsky avait reçu la décoration des Héros de Russie pour ses actions.
Dans son arrêt rendu le 9 juillet 2025 en l'affaire Ukraine et Pays-Bas c. Russie, la Grande chambre de la Cour européenne des droits de l'homme a reconnu les violations flagrantes, systématiques et sans précédent des droits de l'Homme commises par la Russie en Ukraine depuis le 11 mars 2014, et notamment les attaques délibérées contre des civils ou des soldats non-combattants, telle que l'attaque – en violation des accords conclut avec les séparatistes – des soldats battants en retraite à Ilovaïsk. Elle a reconnu la participation des forces armées régulières russes à la bataille.